# Andy LaPlegua
Andy LaPlegua nació con el nombre de Ole Anders Olsen, el 15 de septiembre de 1975 en Fredrikstad, Noruega. Es el fundador de la banda de futurepop Icon of Coil. LaPlegua tiene además tres proyectos paralelos Combichrist (conocida antes como D.r.i.v.E.), Panzer AG y Scandy. De estas las más populares han sido Icon of Coil y Combichrist que han alcanzado el primer lugar del Deutsche Alternative Charts. Combichrist ha estado en el Top 10 de la lista de música dance de Billboard.

## Discografía

### Álbumes

#### Icon of Coil
- Serenity Is the Devil Tatra Records / Out of Line Music / Metropolis Records 2000
- The Soul Is In The Software Tatra Records / Out of Line Music/ Metropolis Records 2002
- Machines Are Us Out of Line / Metropolis Records 2004
- UploadedAndRemixed Out of line / Metropolis Records 2004

#### Combichrist
- The Joy of Gunz Out of Line Music 2003
- Everybody Hates You Out of line / Metropolis Records 2005
- What The Fuck Is Wrong With You People? Out of Line / Metropolis records 2007
- Today We Are All Demonos / Metropolis records 2009
- Making Monsters / Metropolis records 2010
- No Redemption 2013 (DmC Ost)
- We Love You / Metropolis records 2014
- This Is Where Death Begins 2016

#### Panzer AG
- This Is My Battlefield Ascession Records / Metropolis Records 2004
- Your World Is Burning Ascession Records / Metropolis Records 2006

#### Scandy
- 13 Ways To Masturbate Masterhit Recordings 2006

### EP

#### Icon of Coil
- One nation under beat [Tatra records] 2000
- Shallow Nation [Tatra] 2000
- Seren [Tatra] 2001
- Access and Amplify [Tatra] 2002
- Android [outofline] 2003

#### Combichrist
- Kiss the Blade Metropolis Records 2003
- Sex, Drogen und Industrial Metropolis Records 2004
- Blut Royale, 12" vinyl. Bractune records 2004
- Get Your Body Beat Metropolis Records 2006
- Frost EP Sent To Destroy 2006

#### Scandy
- Split Great Stuff Recordings 2004
- Rock Me / Split / So Do Eye Maelstrom Records 2005
- So Do Eye Craft Music 2005